# Lymania smithii
Espèce
Classification phylogénétique
Lymania smithii est une espèce de plantes de la famille des Bromeliaceae, endémique de la région de Bahia au Brésil.